# استیون لاو
استیون لاو (به انگلیسی: Stephen Law) (متولد ۱۹۶۰) فیلسوف انگلیسی و استاد دانشگاه لندن است. از ایشان مقالات متعددی در زمینهٔ فلسفه ویتگنشتاین، فلسفه ذهن و فلسفه دین منتشر شده‌است. او سردبیر نشریهٔ بیندیش است.
استیون لاو در کتاب فلسفه‌ها از مجموعه کتاب‌های مصور ۳۰ ثانیه، با همکاری جولیان بگینی و بری لوور به تشریح ۵۰ مورد از فلسفه‌های تاریخ پرداخته است.

## زندگی
استیون لاو در ۱۲ دسامبر ۱۹۶۰ در کمبریج انگلستان به دنیا آمد. او زندگی کاری خود را به عنوان یک پستچی آغاز کرد.
لاو تحصیلات دورهٔ لیسانس خود را در فلسفه در کالج ترینیتی دانشگاه آکسفورد گذرانده. او همچنین به مدت سه سال در کالج کوئینز آکسفورد تحصیل کرد و دکترای خود را در رشته فلسفه به دست آورد.
لاو در آکسفورد انگلستان با همسر و دو دخترش زندگی می‌کند.

## آثار
- لاو، استیون. نگاهی نو به فلسفه. ترجمهٔ محمداحسان مصحفی. تهران: نشر سبزان، ۱۳۹۴.

## سفر به ایران
او برای شرکت در دومین همایش بین‌المللی فلسفه دین معاصر در دی‌ماه ۱۳۹۲ به ایران آمد.